# セレン水銀鉱
セレン水銀鉱またはティエマンナイト(Tiemannite)は、化学式HgSeのセレン化水銀からなる鉱物である。熱水鉱脈で産出し、共生鉱物には、他のセレン化鉱物や、辰砂等の水銀鉱物、またしばしば方解石等がある。1855年にドイツで発見され、ヨハン・カール・ヴィルヘルム・ティーマン（1848年-1899年）の名前に因んで名づけられた。